# Cautionary Tales
Cautionary Tales is een lux verzamelalbum van de Britse muziekgroep Shadowland. Shadowland viel eind 1996 uit elkaar nadat een drietal muziekalbums waren verschenen. Pech met het platenlabel SI Music destijds was een van de redenen, dat de albums voor een tijd niet verkrijgbaar waren. Ze verschenen opnieuw op het platenlabel van de Clive Nolan Verglas Music, maar ook dat bleef maar in kleine kring bekend. Toen de band in 2008 en 2009 een reünietoer hield werden er opnamen gemaakt die verschenen onder de titel Edge of Night. Tegelijkertijd kwam een luxe verzamelbox uit met al het werk van de band. De titel verwees naar Canterbury Tales; Cautionary Tales zijn echter verhalen die ontleend zijn aan dromen dan wel nachtmerries van Nolan. Platenlabel was toen Metal Mind Music, een wat groter platenlabel.

## Box
De box bestaat uit:
- Ring of Roses
- Through the Looking Glass
- Mad as a Hatter
- Edge of Night, zowel de 2CD als de DVD-versie